# Arija
Arija est une commune d'Espagne dans la communauté autonome de Castille-et-León, province de Burgos. Elle s'étend sur 6,965 km2 et comptait environ 178 habitants en 2011.

## Géographie
Son territoire municipal est limité au nord par le réservoir de l'Èbre (es), à l'est par la commune de Valle de Valdebezana, au sud par la commune d'Alfoz de Santa Gadea et à l'ouest par la communauté autonome de Cantabrie, plus précisément par la commune de Las Rozas de Valdearroyo.
Elle se situe à une altitude moyenne de 842 mètres au-dessus du niveau de la mer, sur la rive sud du réservoir de l'Èbre, un site d'importance communautaire et frontalier avec le sud de la Cantabrie. Par sa situation, on peut également considérer qu'elle fait partie de la comarque de Campoo (es). elle se trouve à 71 km de Santander, 98 km de Burgos et 118 km de Bilbao.
Le quartier d'en haut est le village traditionnel. Le quartier d'en bas, également appelé Vilga, a été construit en 1906, lors de l'installation de l'usine de Cristalería Española (es).
Ses rivières sont le Virga (es), qui n'existe plus car il fait partie du réservoir de l'Èbre, et le Nava, un affluent du Virga. elle dispose d'une importante carrière de sables siliceux exploitée par l'entreprise SIBELCO, dont l'ancienne dénomination était Arenas de Arija.

## Histoire
À la fin du XIXe  et au début du  XXe siècle, Arija était connue comme un centre de l'industrie du verre ( entreprise Cristalería Española ). Cependant, en raison de l’agrandissement du réservoir, l’accès au gravier a été perdu et le site a finalement été abandonné. Cette évolution s’est également accompagnée d’un déclin démographique.